# ルーマニアファシスト党
ルーマニアファシスト党（ルーマニア語: Fascia Naţională Română、英語: National Romanian Fascia、ルーマニア国家ファシスタ党）は、1920年代に存在した、ルーマニアのファシストによる小政党。
ルーマニアファシスト党は1921年に、Titus Vifor(en)に率いられ、短命の「国家ファシスト党」から分離して形成され、最大で約1500のメンバーを擁した。ルーマニアファシスト党は自己を「国家社会主義」（ナチズム）と定義したが、しかし通常はコーポラティズムや土地改良の政策を主張し、農業協同組合の創設を支持した。この運動は主にモルダヴィア、ブコビナ、Banat (en)などで普及した。
1923年、ルーマニアファシスト党はイタリア・ルーマニア文化経済運動と合流して、国家ファシスト運動を形成したが、しかし重要性の小さい小規模な運動は継続された。両集団はイタリアのファシズムと親和性を共有した。